# Pentti Uotinen
Pentti Armas Uotinen, född 27 september 1931, i Orimattila i landskapet Päijänne-Tavastland, död 3 november 2010 i Lahtis var en finländsk backhoppare som var aktiv från 1951 till 1957. Han representerade Lahden Hiihtoseuraa.

## Karriär
Pentti Uotinen blev känd internationellt då han startade i olympiska vinterspelen 1952 i Oslo i Norge. Under backhoppstävlingen i Holmenkollen kom Uotinen på en delad åttonde plats med Sepp Weiler (som tävlade för Tysklands förenade lag). Tävlingen vanns av hemmafavoriterna Arnfinn Bergmann och Torbjørn Falkanger före Karl Holmström från Sverige. Uitonen var 13,0 poäng efter guldvinnaren och 6,5 poäng från prispallen. 
Uitonens höjdpunkt i karriären kom under tysk-österrikiska backhopparveckan säsongen 1956/1957. Uitonen segrade i öppningstävlingen i Schattenbergschanze i Oberstdorf i Tyskland, 4,0 poäng före landsmannen Aulis Kallakorpi. Andra deltävlingen säsongen 195671957 var i Bergiselschanze i Innsbruck i Österrike. Där blev Uotinen nummer åtta. I deltävlingen i Garmisch-Partenkirchen, i Große Olympiaschanze, blev han nummer tre, och i avslutningstävlingen i Paul-Ausserleitner-Schanze i Bischofshofen blev han nummer åtta. Sammanlagt i backhopparveckan 1956/1957 segrade Pentti Uotinen, endast 0,7 poäng före landsmannen Eino Kirjonen och 9,2 poäng före Max Bolkart från Västtyskland.